# Meyláu
Meyláu (en árabe: مجلاو‎, en lenguas bereberes: ⵎⵊⵍⴰⵡ, en francés: Mejlaw) es una localidad marroquí del municipio de Sahel Chamali, en la región de Tánger-Tetuán-Alhucemas. Desde 1912 hasta 1956 perteneció a la zona norte del Protectorado español de Marruecos.